# Навля (станція)
На́вля — вузлова проміжна залізнична станція Брянського відділення Київського напрямку Московської залізниці між зупинними пунктами Калігаєвка (5,8 км) та Платформою 427 км (3 км). Розташована в смт Навля Брянської області. 
За обсягом роботи віднесена до 3-го класу. Навлінський залізничний вузол вважається третім за значенням в Брянській області.
У південному напрямку залізниця розділяється на електрифіковану лінію (на Суземку) та неелектрифіковану (на Комаричі та Льгов-Київський).

## Історія
Станція Навля відкрита 1897 року під час будівництва магістральної лінії Москва — Брянськ — Київ.
1967 року станція електрифікована змінним струмом (~25кВ) в складі дільниці Брянськ — Хутір-Михайлівський.

## Пасажирське сполучення
На станції зупиняються декілька поїздів далекого прямування та всі приміські поїзди

## Комерційні операції, що виконуються на станції
- Прийом та видача вагонних відправок вантажів, що допускаються до зберігання на відкритих майданчиках станцій.
- Прийом та видача вантажів вагонними та дрібними відправками, що завантажуються цілими вагонами, тільки на під'їзних коліях та місцях незагального користування.
- Продаж квитків на всі пасажирські поїзди.